# Frassinoro
Frassinoro é uma comuna italiana da região da Emília-Romanha, província de Modena, com cerca de 2.159 habitantes. Estende-se por uma área de 95 km², tendo uma densidade populacional de 23 hab/km². Faz fronteira com Castiglione di Garfagnana (LU), Montefiorino, Palagano, Pievepelago, Riolunato, Toano (RE), Villa Minozzo (RE).

## Demografia
| Variação demográfica do município entre 1861 e 2011                               |
|                                                                                   |
| Fonte: Istituto Nazionale di Statistica (ISTAT) - Elaboração gráfica da Wikipedia |